# Запорожская улица (Самара)
улица Запорожская — улица в Советском районе города Самары. Начинается от Севастопольского переулка, пересекает Планерный переулок, улицу Гагарина, Дыбенко, Георгия Ратнера и упирается в улицу Антоново-Овсеенко. Имеет относительную протяжённость 1,6 км.

## История
Ориентировочная дата появления на карте Самары — середина 1940-х годов. В 1958 году была переименована с Одиннадцатого проезда на Запорожскую улицу, названную в честь города на Украине — Запорожье.
В 1947 году было построено здание по адресу Запорожская 4а под ясли сад завода «Металлист». В 1989 году был зарегистрирован, как детский сад № 438, работающий по сей день.
Дом № 26 ранее занимал Самарский областной онкологический диспансер, но в 2009 году был переведён в новый комплекс на Солнечной. Теперь по этому адресу располагается Самарская областная клиническая офтальмологическая больница им. Т. И. Ерошевского.
Летом 1959 года на пересечении Дыбенко и Запорожской открылся рынок.
По адресу Запорожская 21 в 1960-х годах было построено здание для треста «Куйбышевгоргаз», которая работает по сей день под названием «Средневолжская газовая компания» (СВГК).

## Здания и сооружения
- № 4А — Детский сад № 438
- № 5 — Отдел полиции № 3
- № 19А лит А — ТЦ «Муравейник»
- № 21 — «Средневолжская газовая компания»
- № 24 — Средняя общеобразовательная школа № 176
- № 26 — отделение Самарской областной клинической офтальмологической больницы им. Т. И. Ерошевского[5]
- № 28А — Детский сад № 357
- Сквер Маяковского
- Парк Дружба

## Транспорт
Общественный транспорт по улице Запорожской не ходит. Ближайшие остановки к улице Запорожской; метро Советская по улице Гагарина:
- Автобусы: 34, 41
- Маршрутное такси: 89, 205, 226,480
- Метро: ст. Советская

И машиностроительный колледж по улице Антоново-Овсеенко:
- Автобусы: 30, 30К, 65
- Троллейбусы: 15
- Маршрутное такси: 30М, 99, 126с, 126ю, 131, 213, 229, 247